# Anna di Serbia
Anna di Serbia (... – 1200) è stata regina di Serbia e venerata come santa dalla Chiesa ortodossa serba.

## Biografia
Anna di Serbia, nota anche con il nome monastico di Anastasia, fu la moglie di Stefano Nemanja, grande župan del primo Stato serbo medievale, e madre di San Sava, il primo arcivescovo della Chiesa ortodossa serba. La sua origine familiare è incerta: alcune tradizioni la vogliono figlia di un principe della Valacchia, ma tali notizie non trovano conferma nelle fonti storiche coeve.
Svolse un ruolo rilevante nella vita politica e religiosa del tempo, accompagnando il marito durante i momenti chiave della sua carriera, incluse le relazioni con l'impero bizantino e con il monachesimo orientale. Nel 1196, dopo l’abdicazione del consorte in favore del figlio Stefano Prvovenčani, Anna entrò in monastero assumendo il nome di Anastasia. Si ritirò nel monastero di Studenica, uno dei principali centri spirituali della Serbia medievale, dove visse gli ultimi anni della sua vita in ascesi e preghiera. Morì nel 1200 e fu sepolta nello stesso monastero, dove ancora oggi sono conservate le sue reliquie.

## Culto
La venerazione di Anna, con il nome monastico di Anastasia, è attestata nella tradizione liturgica e agiografica serba. La sua figura è ricordata in particolare nel monastero di Studenica, che ne conserva il sepolcro ed è divenuto luogo di pellegrinaggio. Il culto si è consolidato soprattutto a partire dal tardo medioevo, con una crescente associazione tra la santa e il prototipo romano di Anastasia di Sirmio. Alcuni studi hanno evidenziato la sovrapposizione devozionale tra le due figure, favorita dalla coincidenza del nome e dalla ricezione cultuale di modelli agiografici orientali.
La Chiesa ortodossa serba ne celebra la memoria il 22 giugno secondo il calendario giuliano.